# Preiecta
Preiecta (en grec: Πραιέκτα) era germana de l'emperador Justí II i neboda de Justinià I.

## Biografia
Preiecta era filla de Dulcidi i Vigilància, germana de l'emperador Justinià I. Era germana del posterior emperador Justí II (r. 565–578) i del patrici Marcel.
Inicialment es va casar amb el patrici Areobind, un senador de noble llinatge. El 545, com que la situació a l'Àfrica s'havia descontrolat després de la mort de Salomó i el seu substitut, Sergi, es va mostrar incompetent, Areobind, tot i que no tenia experiència militar prèvia, hi va ser enviat amb una petita força.
Areobind va ser nomenat comandant conjunt amb Sergi, però els dos generals no es van posar d'acord, amb resultats previsiblement desastrosos per a l'esforç imperial. Les forces imperials van ser severament derrotades a la batalla de Tàcia, tot i que van aconseguir matar el rebel Etotzes. Després d'això, Sergi va ser rellevat i Areobind va ser instal·lat en el seu lloc. Aviat, però, (març de 546) va ser assassinat en un motí militar liderat per Guntaric, el dux Numidiae. Preiecta i la seva cunyada havien estat enviades a un monestir fortificat a Cartago, però quan Guntaric va prendre el control de la ciutat, van ser expulsades d'allà. Guntaric, que probablement tenia la intenció de casar-se amb Preiecta, la va mantenir sota arrest domiciliari però la va tractar bé.
Després de l'assassinat de Guntaric a mans d'Artàban al maig i la restauració del domini imperial, Preiecta el va recompensar amb una gran suma de diners i es va prometre amb ell. Un cop va tornar a Constantinoble, Artàban la va seguir, però l'emperadriu Teodora va descobrir que ja estava casat i va prohibir la unió. Furiós per aquest afer, es va implicar en una conspiració fallida per enderrocar l'emperador Justinià a finals del 548.
Preiecta es va casar amb Joan, fill de Pompeu i net d'Hipaci, un matrimoni que va tenir lloc entre el 546 i el 548.
Una filla seva, Flàvia Preiecta, es va casar amb Apió II, un membre de la poderosa família egípcia dels Apions